# Cascades de Virgínia
Les Cascades de Virgínia, en anglès: Virginia Falls. (en idioma Slavey: Nailicho) són una cascada de la Reserva Nahanni als Northwest Territories del Canadà. Es troben al riu Sud Nahanni a 500 m d'altitud.
Estan a 120 km de la frontera de Yukon. Tenen una caiguda de 96 m.

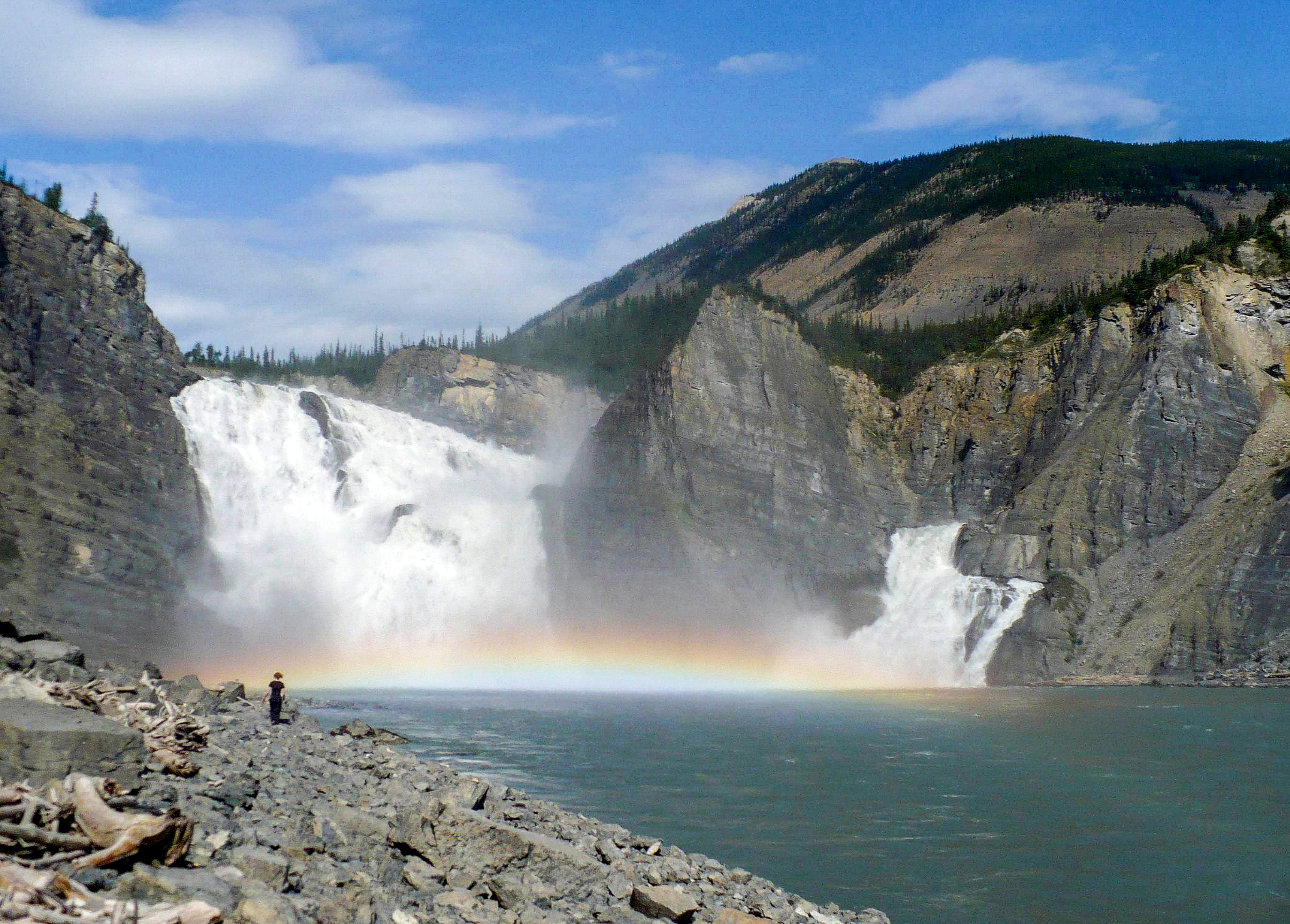
Vista de les cascades.